# Osowo (Kłączno)
Osowo (kaszb. Òsowò) – przysiółek wsi Kłączno w Polsce, położony w województwie pomorskim, w powiecie bytowskim, w gminie Studzienice. 
Wchodzi w skład sołectwa Kłączno. 
W latach 1975–1998 przysiółek administracyjnie należał do województwa słupskiego. 